# Phạm Thị Ngọc Bích
Phạm Thị Ngọc Bích (sinh năm 1961) là diễn viên múa, biên đạo múa, đạo diễn chương trình người Việt Nam. Bà đã được Nhà nước Việt Nam phong tặng danh hiệu Nghệ sĩ Nhân dân và được trao Giải thưởng Nhà nước về văn học nghệ thuật.

## Tiểu sử
Phạm Thị Ngọc Bích sinh năm 1961 tại Thái Bình. Năm 1975, Ngọc Bích trúng tuyển vào Trường Múa Việt Nam. Đến năm 1979, bà tốt nghiệp xuất sắc khóa 3, hệ 4 năm Trường Múa Việt Nam và gia nhập Đoàn Ca múa Nhạc Trung ương. Từ năm 1986, Ngọc Bích bắt đầu làm biên đạo múa cho các đoàn nghệ thuật sân khấu Trung ương và địa phương trong các vở diễn chèo, cải lương, kịch nói, múa rối,... và đã được tặng nhiều Huy chương Vàng tại hội diễn sân khấu chuyên nghiệp toàn quốc và được tặng giải đặc biệt của Liên đoàn sân khấu Múa rối quốc tế. Nhiều chương trình, sự kiện lớn của đất nước do bà làm tổng đạo diễn cũng đã nhận được rất nhiều Giải A của Hội Nghệ sĩ Múa Việt Nam trong suốt hai thập kỷ qua. Ngọc Bích đã dàn dựng được gần 300 tiết mục múa cho vở diễn sân khấu, có hàng trăm vở đạt được Huy chương Vàng, Bạc.
Ngọc Bích đã được Nhà nước Việt Nam phong tặng danh hiệu Nghệ sĩ ưu tú năm 2006. Năm 2015, bà nhận danh hiệu Nghệ sĩ Nhân dân và Huân chương Lao động hạng Ba. Năm 2022, bà được tặng Giải thưởng Nhà nước về văn học nghệ thuật.

## Giải thưởng
- Huy chương Vàng tại Hội diễn Ca múa nhạc chuyên nghiệp toàn quốc, đợt II (2009).
- Huy chương Vàng tại Liên hoan nghệ thuật múa không chuyên toàn quốc lần thứ III (2011).

## Vinh danh
- Nghệ sĩ ưu tú (2007).
- Nghệ sĩ Nhân dân (2015).
- Giải thưởng Nhà nước về văn học nghệ thuật (2022).

### Khen thưởng
- Huân chương Lao động hạng Ba (2015).